# تئاتر یکشنبه شب
تئاتر یکشنبه شب یک سریال طولانی از نمایش‌های تلویزیونی زنده تلویزیونی بود که از اوایل ۱۹۵۰ تا ۱۹۵۹ از تلویزیون بی‌بی‌سی پخش شد 
تولیدات مربوط به حدود پنج سال اول پنجشنبه بعد دوباره اجرا می‌شد، بخشی به دلیل محدودیت‌های فنی در این دوره و دیگر بر مبنای تئاتری درام‌های تلویزیونی اولیه. برخی از اولین همکاری‌ها بین رودولف کارتیه و نایجل نیل برای این سریال تولید شد، از جمله تیری به قلب (۱۹۵۲، ۱۹۵۶) و نوزده هشتاد و چهار (۱۹۵۴). زمان پخش درام یکشنبه شب سپس به نمایشنامه یکشنبه شب تغییر نام یافت که بین سال‌های ۱۹۶۰ و ۱۹۶۳ به مدت چهار فصل اجرا شد.